# Municipio de Yell (condado de Boone)
El municipio de Yell (en inglés: Yell Township) es un municipio ubicado en el condado de Boone en el estado estadounidense de Iowa. En el año 2010 tenía una población de 2218 habitantes y una densidad poblacional de 26,26 personas por km².

## Geografía
El municipio de Yell se encuentra ubicado en las coordenadas 42°5′27″N 93°59′38″O / 42.09083, -93.99389. Según la Oficina del Censo de los Estados Unidos, el municipio tiene una superficie total de 84.48 km², de la cual 83,25 km² corresponden a tierra firme y (1,45 %) 1,22 km² es agua.

## Demografía
Según el censo de 2010, había 2218 personas residiendo en el municipio de Yell. La densidad de población era de 26,26 hab./km². De los 2218 habitantes, el municipio de Yell estaba compuesto por el 98,6 % blancos, el 0,14 % eran afroamericanos, el 0,5 % eran amerindios, el 0,23 % eran de otras razas y el 0,54 % eran de una mezcla de razas. Del total de la población el 1,04 % eran hispanos o latinos de cualquier raza.